# Hermann Frenzel
Hermann Frenzel (* 16. Mai 1895 in Friedrichshagen; † 3. Dezember 1967 in Göttingen) war Arzt, Dekan und Professor an der Georg-August-Universität Göttingen.

## Leben

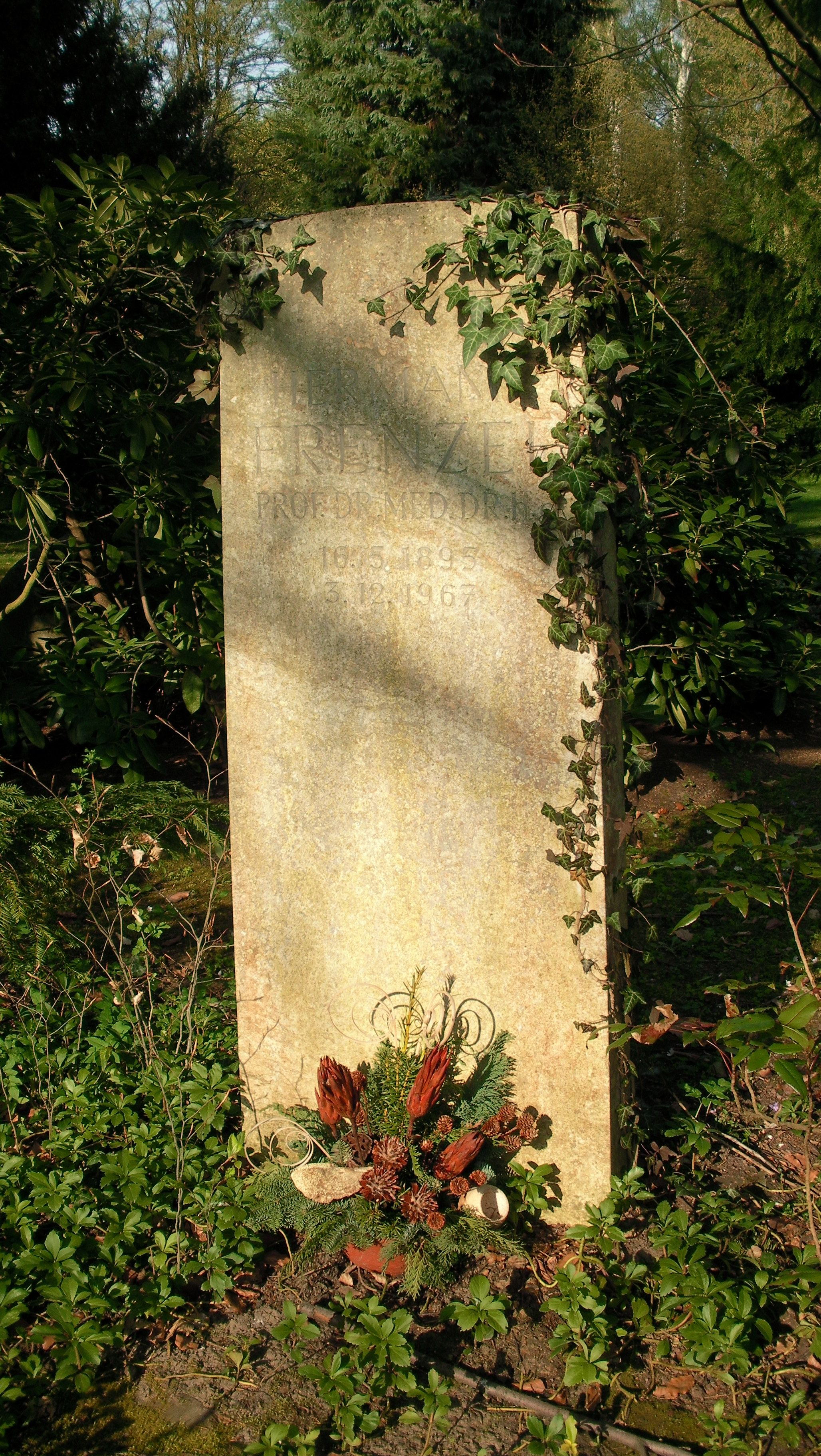
Frenzels Grab in Göttingen

Am 16. Mai 1895 in Friedrichshagen bei Berlin geboren, besuchte Frenzel das Realgymnasium in Cottbus und Frankfurt/Oder und begann 1913 in Greifswald das Studium der Medizin. Hier schloss er sich dem Corps Marchia an und kam über dieses zu dessen Kartellcorps Corps Irminsul. In beiden blieb er bis zu seinem Tode.
Schon nach den ersten Semestern in Greifswald und Göttingen erfuhren seine Studien durch den Ausbruch des Ersten Weltkrieges und die Meldung als Kriegsfreiwilliger eine Unterbrechung und konnten erst 1916 fortgesetzt und 1919 mit dem Medizinischen Staatsexamen in Greifswald abgeschlossen werden. Noch während seiner Promotion 1920 und des ersten Assistentenjahres an der Chirurgischen Klinik in Greifswald wurde er von Wilhelm Brünings so stark angezogen, dass er in die von diesem geleitete Hals-Nasen-Ohrenklinik überwechselte und sich hier 1925 für das Fach Hals-Nasen-Ohrenheilkunde habilitierte.
Die nächsten Lebensstationen waren Köln (Oberarzt bei Alfred Güttich), Dortmund (Chefarzt der städtischen Hals-Nasen-Ohrenklinik) und schließlich 1942 die Berufung als ordentlicher Universitätsprofessor nach Göttingen.
Hier fand Frenzel als Forscher, Hochschullehrer und Arzt erst seine volle Entfaltung und Erfüllung. Ehrenvolle Rufe nach Köln (1950) und nach Heidelberg (1952) lehnte er ab, um die einmal übernommenen Pflichten – er nahm als Dekan und als Wahlsenator elf Jahre an der Senatsarbeit der Universität teil – erfüllen zu können. Am 1. Oktober 1963 erfolgte seine Emeritierung.
Sein wissenschaftliches Werk ist im Wesentlichen durch drei Perioden gekennzeichnet: Das Schaffen der Voraussetzung (Frenzelbrille) und den Ausbau der Untersuchungsmethodik der klinischen Vestibularisforschung, die Beschäftigung mit technischen Problemen auf allen Gebieten des Faches, die zu einer Verbesserung des Instrumentariums und der Operationsverfahren insbesondere der Tracheo-Broncho-Oesophagoskopie und der frühen Stadien des Kehlkopf-Carcinoms führte, und schließlich die Entwicklung wertvoller pragmatischer Systematiken der Symptome und Erkrankungen.

## Schriften
Frenzel beteiligte sich aktiv bei der Neugründung der Gesellschaft Deutscher Naturforscher und Ärzte in Göttingen und der Deutschen Gesellschaft der Hals-Nasen-Ohren Ärzte, deren erster Nachkriegsschriftführer und deren Vorsitzender er 1952 war. Nach dem Rücktritt Seifferts, mit dem er sich gemeinsam um das Wiedererscheinen und die Neuorganisation der Fachzeitschrift durch Teilung in das der klinischen und experimentellen Forschung dienende Archiv und den auf die Fachpraxis ausgerichteten HNO-Wegweiser bemüht hatte, übernahm Frenzel 1955 die Schriftleitung des Archivs für Hals-Nasen-Ohrenheilkunde, dessen geschäftsführender Herausgeber er bis zu seinem Tode war.
Seiner Leistung als Schriftleiter ist es zu verdanken, dass auch die Resultate der Grundlagenforschung der Fachdisziplin Ohrenheilkunde dem Archiv erhalten blieben und dadurch dem Kliniker stets zur Verfügung standen. Über viele Jahre gehörte er zudem zu den Herausgeberkollegien des Zentralblattes, der Monatsschrift für Ohrenheilkunde, der Acta oto-laryngologica (Stockholm), der Practica oto-rhino-laryngologica (Basel), des „Der Anaesthesist“ und der Heidelberger Einzeldarstellungen aus der theoretischen und klinischen Medizin an.
Er entdeckte in Köln die Sonolumineszenz.

## Ehrungen
Durch zahlreiche in- und ausländische Ehrungen erfuhr Frenzels Leben seine Würdigung. 1950 wurde Frenzel zum Ehrenmitglied der österreichischen Oto-Laryngologischen Gesellschaft gewählt, 1952 zum Mitglied des Collegium Oto-Rhino-Laryngologicum Amicitiae Sacrum, dessen wissenschaftlichem Dreier-Gremium für die Zuwahl neuer Mitglieder er bis zu seinem Tode angehörte. 1954 erfolgte die Wahl in die Deutsche Akademie der Naturforscher Leopoldina in Halle, deren Senator und medizinischer Adjunkt für das Land Niedersachsen er seit 1963 war. Als korrespondierendes Mitglied gehörte Frenzel seit 1954 der Société Francaise d'Oto-Rhino-Laryngologie und als Gründungsmitglied seit 1960 der Bárány-Gesellschaft an. 1960 erhielt er die Ehrendoktorwürde der Université Lille Nord de France.